# Rio Chiciura
O Rio Chiciura é um rio da Romênia, afluente do Argeş, localizado no distrito de Argeş.